# Alien Youth
Alien Youth (с англ. — «Чужая молодёжь») — четвёртый студийный альбом христианской рок-группы Skillet, выпущенный 28 августа 2001 года на Ardent Records и достигший #141 в Billboard 200, став первым релизом группы, попавшим в национальный альбомный чарт.

## Об альбоме

### Вдохновение
В 2001 Джон Купер посетил один из концертов, на котором выступал шок-рокер Мэрилин Мэнсон. Джон всегда считал, что Брайан Уорнер (он же Marilyn Manson) проводит богохульные концерты с целью самовыражения или в качестве рекламного трюка. Мэнсон выкрикивал оскорбительные для христиан и Бога реплики, на что Джон, находившийся в толпе пришедших на концерт, громко выкрикнул: «чувак, ты просто разрываешь наши сердца!».
После этого концерта Джон решил написать следующий альбом в стиле Marilyn Manson. Одной из первых песен, написанных Джоном для следующего альбома, стала «Rippin Me Off» (как раз в честь той ситуации на концерте). Перестроиться на волну Мэнсона не составило для Джона труда, так как ранее он уже работал в ключе Nine Inch Nails, ведь сам Мэнсон, в свою очередь, многое позаимствовал из саунда NIN, а Трент Резнор (фронтмен Nine Inch Nails) помог Мэнсону в его «славном» пути.

### Запись альбома
Новый альбом создавался группой с целью приобрести и заинтересовать молодежь, находившуюся под влиянием Мэнсона. Конечно же, до Skillet это уже делали христианские шок-рокеры Rackets and Drapes, но все же не на таком высоком уровне.
Джон решил поступить мудро и делал альбом, исходя из 1-го послания Петра (глава 2, стих 11-12): «Возлюбленные! Прошу вас, как пришельцев и странников, удаляться от плотских похотей, восстающих на душу, и провождать добродетельную жизнь между язычниками, дабы они за то, за что злословят вас, как злодеев, увидя добрые дела ваши, прославили Бога в день посещения». Одним словом, Джон двинулся в ключе «христианского Мэнсона».

### Успех
Когда вышел альбом Alien Youth количество распроданных Skillet’ами копий пересекло границу в 500.000. Альбом получил очень положительные отклики, а Skillet стали одной из самых главных христианских групп. Первым синглом стал заглавный «Alien Youth», вторым — «You Are My Hope», посвященный трагическим событиям 11 сентября в Нью-Йорке.

## Список композиций
| №   | Название                    | Длительность |
| --- | --------------------------- | ------------ |
| 1.  | «Alien Youth»               | 4:08         |
| 2.  | «Vapor»                     | 3:38         |
| 3.  | «Earth Invasion»            | 4:47         |
| 4.  | «You Are My Hope»           | 4:15         |
| 5.  | «Eating Me Away»            | 3:37         |
| 6.  | «Kill Me, Heal Me»          | 3:35         |
| 7.  | «The Thirst Is Taking Over» | 6:31         |
| 8.  | «One Real Thing»            | 3:36         |
| 9.  | «Stronger»                  | 4:06         |
| 10. | «Rippin' Me Off»            | 4:46         |
| 11. | «Will You Be There»         | 5:09         |
| 12. | «Come My Way»               | 5:01         |

Limited Edition Bonus Tracks
| №  | Название                     | Длительность |
| -- | ---------------------------- | ------------ |
| 1. | «Heaven In My Veins»         | 3:58         |
| 2. | «Always the Same»            | 4:06         |
| 3. | «Explanation Of Alien Youth» | 0:56         |

## Музыкальное видео
Клип был снят только на песню «Alien Youth». Действие разворачивается в городе будущего, камера кружит вокруг башни с большими экранами наверху, на которых отображается обложка альбома. Группа в основном показана играющей в центре города, а различные кадры отдельных участников группы появляются на больших телевизионных экранах.

## Участники записи
- Джон Купер — вокал, бас-гитара
- Кори Купер — клавишные, бэк-вокал
- Лори Петерс — ударные
- Кевин Халанд — электрогитара
- Бен Касика — электрогитара (3)

## DVD
Alien Youth: The Unplugged Invasion был первым DVD Skillet, выпущенным в 2002 году лейблом Ardent Records. Группа исполняет четыре песни из Alien Youth и одну из Invincible в качестве акустического мини-концерта. Все инструменты отключены (кроме клавишных), выводя на передний план акустическую гитару и смягчённые барабаны. Кроме того, в DVD вошло музыкальное видео «Best Kept Secret», библейское исследование Джона Купера и фотогалерея акустического выступления.
Трек-лист:
1. «Alien Youth»
2. «One Real Thing»
3. «Kill Me, Heal Me»
4. «You Are My Hope»
5. «Best Kept Secret» (from Invincible)